# Casanare (tỉnh)
Casanare là một tỉnh của Colombia. Tỉnh này nằm ở đông trung bộ Colombia. Thủ phủ là Yopal. Tỉnh này có các mỏ dầu và một đường ống dài 800 km dẫ đến cảng Coveñas.
Sông Upia (Río Upía) và đập Upia nằm ở Casanere .

## Các đô thị
1. Aguazul
2. Chameza
3. Hato Corozal
4. La Salina
5. Maní
6. Monterrey
7. Nunchia
8. Orocue
9. Paz de Ariporo
10. Pore
11. Recetor
12. Sabanalarga
13. Sacama
14. San Luis de Palenque
15. Tamara
16. Tauramena
17. Trinidad
18. Villanueva
19. Yopal